# 考魯湖
57°58′29″N 26°29′24″E / 57.9747222°N 26.49°E
考魯湖是愛沙尼亞的湖泊，位於該國南部，由瓦爾加縣負責管轄，處於首都塔林東南面190公里，海拔高度136米，長0.4公里、寬0.25公里，最大水深3米。